# 阿爾默山
46°54′30″N 12°11′45″E / 46.90845°N 12.19587°E

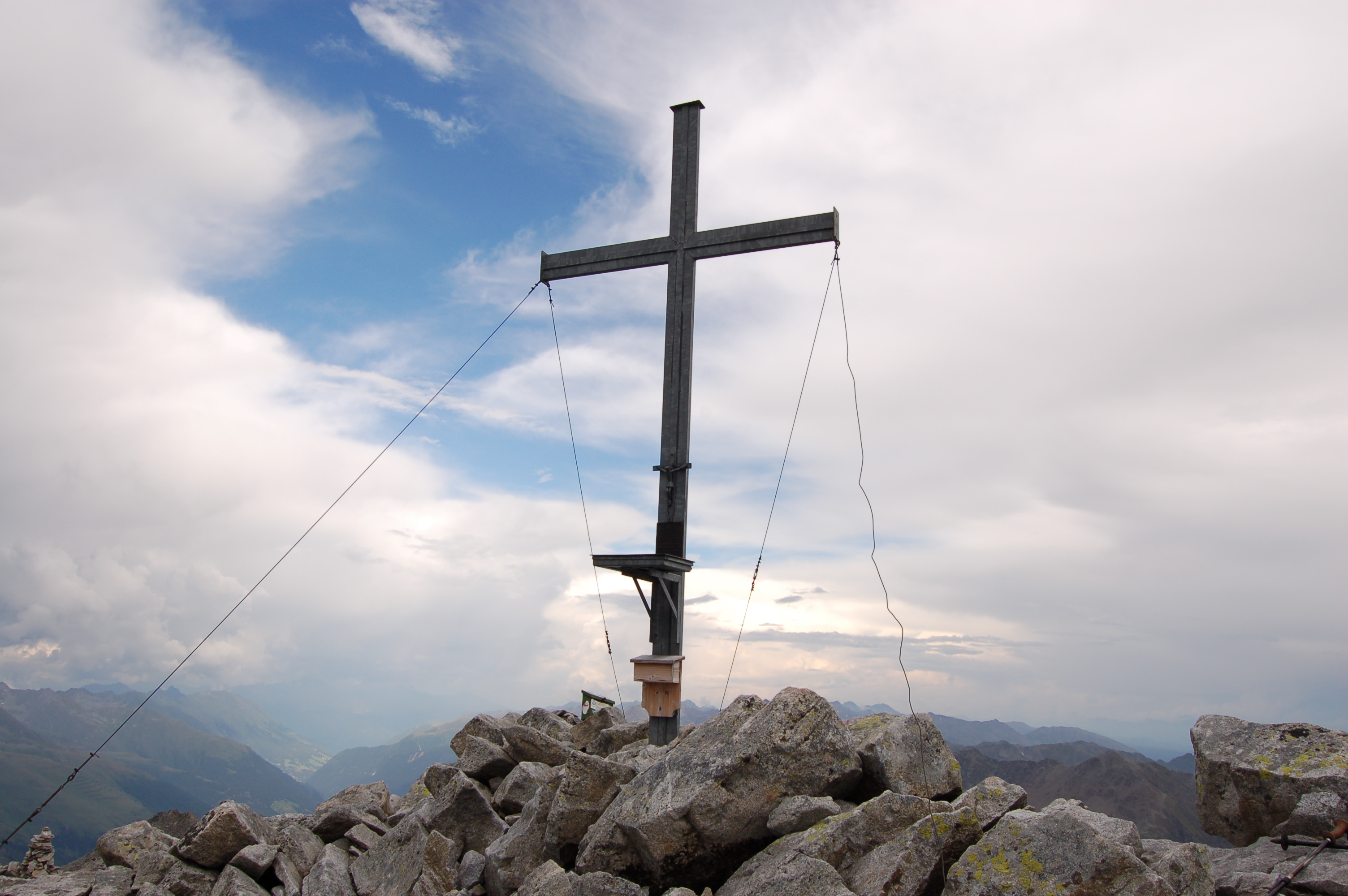

阿爾默山（德語：Almerhorn），是奧地利的山峰，位於該國西部，由蒂羅爾州負責管轄，屬於里塞費納山脈的一部分，距離奧倫峰1公里，海拔高度2,986米，每年平均降雨量1,874毫米。